# Mandeldal
De naam Mandeldal, ook Mandelas, refereert aan meerdere initiatieven waarvan de bedrijvenzone nabij het kanaal Roeselare-Leie de bekendste referentie of verwijzing is. Verder bestaat in Roeselare een West-Vlaamse Gidsenkring die de naam 'Mandeldal' draagt en is er de Rotary Club Oostrozebeke-Mandeldal. Mandeldal of afgeleiden ervan is een veel gebruikte eigennaam die vaak opduikt in het sociaal-economisch leven van de Mandelvallei die deel uitmaakt van de ruimere Leiestreek.
Het industrieterrein 'Mandeldal' ligt op het grondgebied van de stad Izegem. Het is van groot belang op vlak van tewerkstelling voor het arrondissement Roeselare waartoe Izegem als buurstad van Roeselare behoort. Er is een link met de Roeselaarse binnenhaven, de op twee na grootste van België, omdat het gebied over de weg best te bereiken is vanaf de autosnelweg A17/E403 Brugge-Kortrijk afrit 7, genoemd Roeselare-Haven/Mandeldal. Niettegenstaande de aanwezigheid van het kanaal Roeselare-Leie en de spoorlijn Brugge-Kortrijk hebben vrachtwagens momenteel het grootste aandeel in het goederentransport van en naar de bedrijven die er gevestigd zijn.
Het 'Mandeldal' dat heden volzet is, heeft een oppervlakte van ongeveer 110ha. Het kwam tot stand in twee grote fasen met de oprichting in de periode 1966-1975 en een uitbreiding vanaf 1985. Het project vereiste grote infrastructuurwerken om de vochtige vallei vanwege de rivier De Mandel, die op deze plaats grotendeels werd overkoepeld, droog te leggen en om daarnaast het kanaal Roeselare-Leie aan te passen door het 40 meter te verbreden en kaaimuren te bouwen.
De bedrijvenzone is ideaal gelegen gezien de beschikbaarheid van water-, spoor- en autowegen en bovendien op voldoende afstand van zowel de centra van Roeselare-Izegem als de woonkernen in hun respectievelijke deelgemeenten Rumbeke-Kachtem/Emelgem. Binnen de grenzen van groot Izegem is het 'Mandeldal' omringd door ondernemingen in de zones 'Zuidkaai' en 'Abeele' waarmee goede verbindingen bestaan.
De kleine rivier Mandel als zijriviertje van de veel grotere rivier Leie is weinig bevaarbaar en stroomt vooral in de regio Roeselare-Izegem ondergronds. Het uitzicht van de streek is dus zeer sterk bepaald door menselijke activiteit. Wat nog rest aan eerder kleinere versnipperde  stukjes ongerepte natuur kan men al fietsend ontdekken via de Mandeldalroute (44 km) die start aan het provinciedomein 'De Baliekouter' in Wakken.